# Lerista aericeps
Lerista aericeps är en ödleart som beskrevs av  Storr 1986. Lerista aericeps ingår i släktet Lerista och familjen skinkar. Inga underarter finns listade i Catalogue of Life.